# Корейська хвиля

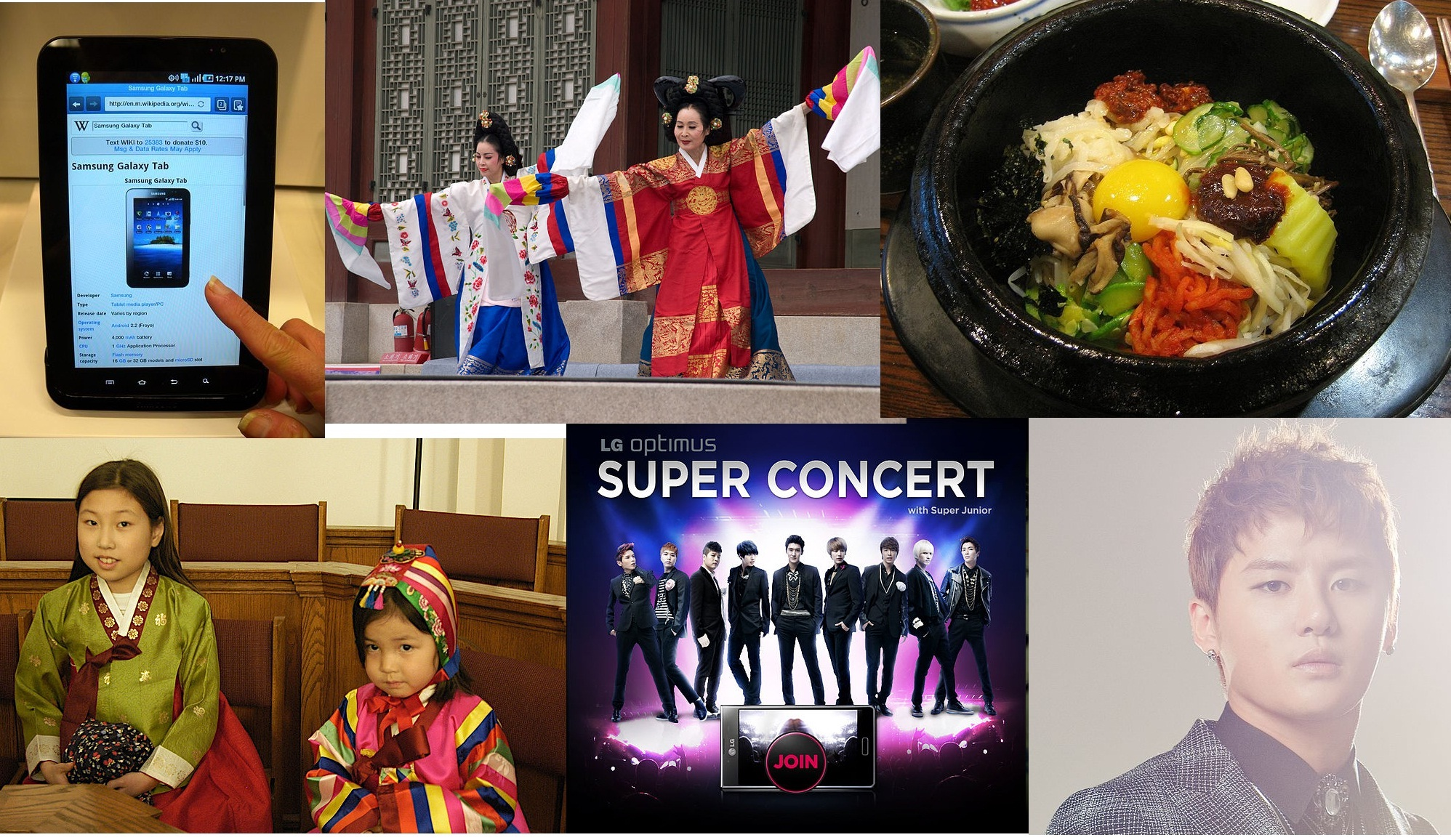
Різні аспекти сучасної корейської культури

Корейська хвиля (кор. 한류, 韓流, Hallyu, укр. Халлю), дослівно означає «потік Кореї» — неологізм, що показує ріст популярності культури Південної Кореї у світі, починаючи з кінця 1990-х років. Його авторами стали пекінські журналісти, вражені швидкозростаючою популярністю в країні південнокорейської індустрії розваг.

## Історія

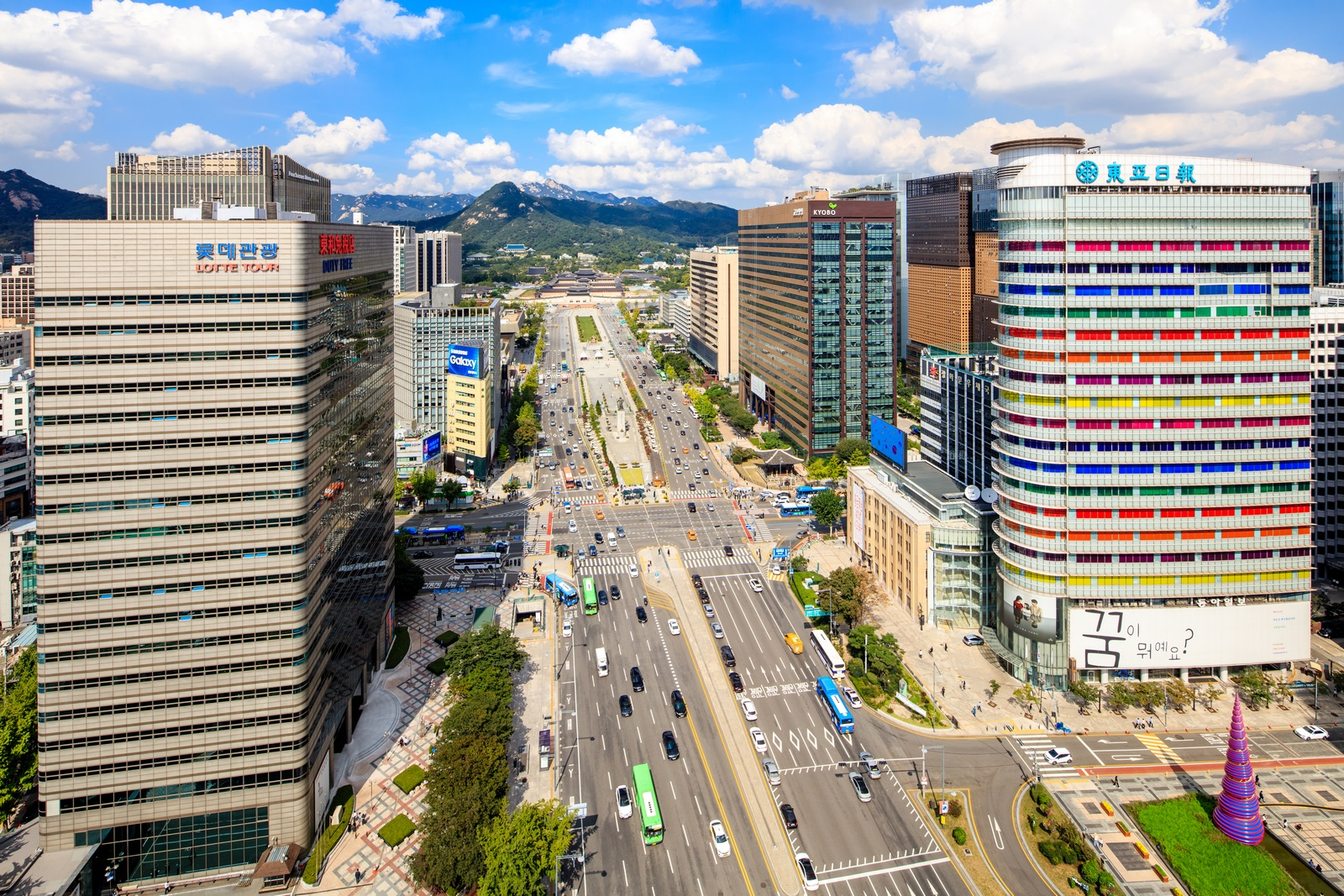
Сеул у 2020 р.

Халлю спочатку поширилася в Китаї та Японії, пізніше в Південно-Східній Азії та інших країнах. У 2000 році 50-річна заборона на обмін популярною культурою між Кореєю та Японією була частково знята, що сприяло популяризації корейської культури серед японців. З початку 1999 року Халлю стала одним із наймасовіших культурних явищ в Азії.
Більшість азіатських країн були колоніями Японії під час Другої світової війни. Прямим результатом цього стала тривала ворожість щодо Японії. Японська музика та спосіб життя були мало відомі в Південній Кореї, проте Японія та Корея були доволі близькі в культурному плані, тому в Японію було перспективно експортувати мистецьку продукцію.
Ймовірно, найважливішим фактором появи корейської хвилі було рішення південнокорейського уряду на початку 1990-х років скасувати заборону на закордонні поїздки для корейців. Дехто отримали освіту в США та Європі, а інші починали свою кар'єру в великих компаніях, після чого повернулися додому. Такі корейці принесли з собою нові ідеї щодо ведення бізнесу, інтерпретації мистецтва й форми вираження. В 1996 році конституційний суд Південної Кореї заборонив цензуру та відкрив цим свободу творчості митцям. Багато молодих місцевих співаків і гуртів адаптували американську реп-музику до корейських смаків. Чимало кінодрам зображували екзотичні та спокійні прибережні та сільські райони, з великою кількістю емоцій та зображення невинної любові. Зі зростанням популярності корейські драми стали досліджувати широкий спектр тем, включаючи напругу між традиційними сімейними цінностями та економічним розвитком.
Через фінансову кризу 1997—1998 років, у грудні 1997 року уряд Південної Кореї взяв кредит на 97 млрд доларів США від МВФ. З нього було використано 19,5 млрд і повернено в 2001 році — за три роки до кінцевого терміну. Майбутній президент Кім Де Чжун і корейський голова глобального PR-агентства Edelman написали книгу «Korea: On Course — і Open for Business», призначену залучити інвесторів. Реструктуризація економічних конгломератів чоболів дозволила активно розвиватися малому бізнесу. Президент Кім Де Чжун наполягав на інформаційних технологіях і масовій культурі як двох ключових рушійних силах майбутнього Південної Кореї. Такі чоболи, як Samsung і LG зосередилися на інноваціях, аби вийти на міжнародний ринок.
Початок широкого інтересу до культури Південної Кореї пов'язується з декількома фільмами та серіалами: «Шірі» (1999), «Осінь в моєму серці» (2000), «Моє зухвале дівчисько» (2001) і «Зимова соната» (2004). Вони стали популярні не лише в Кореї, а й у Сінгапурі, Японії, Тайвані, Гонконгу, Китаї та В'єтнамі.
Серіал «Самоцвіт у палаці» (2003—2004) мав великий комерційний успіх в Азії (Тайвань, Китай, Гонконг, Японія, Таїланд, Камбоджа, Індонезія, Філіппіни, Малайзія, Сінгапур, Нова Зеландія, Бруней, Індія, Бангладеш, Шрі-Ланка та Пакистан), на Близькому Сході та в Африці, і навіть в Америці та Європі. Драма «Зимова соната» стала настільки популярною в Японії, що її головний актор Бе Йон Джун отримав титул йонсама, який зазвичай використовується для королівської сім'ї. В 2004 році завдяки корейській хвилі було наповнено 0,2 % ВВП Кореї — приблизно 1,87 млрд доларів США. До 2019 році Халлю принесла корейській економіці 12,3 млрд доларів США. Однією зі стратегій управління Халлю є ретельне вивчення її цільової аудиторії — переважно в азіатських країнах. Корейська туристична організація запропонувала туристам привабливі туристичні пакети, що передбачають поїздки до місць, які стали відомими завдяки корейським драмам.
У 2010-х відбувся сплеск популярності музики K-pop. 92 K-pop гурти дебютували в 2010 році або пізніше. Big Bang, Super Junior, PSY і Girls’ Generation продали понад 238 млн записів по всьому світу.
Зимові Олімпійські ігри в Пхьончхані 2018 року та зимові Паралімпійські ігри також допомогли створити більш позитивне сприйняття Кореї. Netflix отримав значну вигоду від партнерства з корейськими виробниками фільмів і серіалів, оскільки глобальний успіх корейського контенту сприяв швидкому зростанню платформи Netflix у Індо-Тихоокеанському регіоні та за його межами. Низка успішних творів, починаючи з «Королівства», першої оригінальної корейської драми Netflix, а потім таких хітів, як «Гра кальмара» та «Милий дім», допомогли збільшити глобальну аудиторію Netflix.

## Головні напрямки

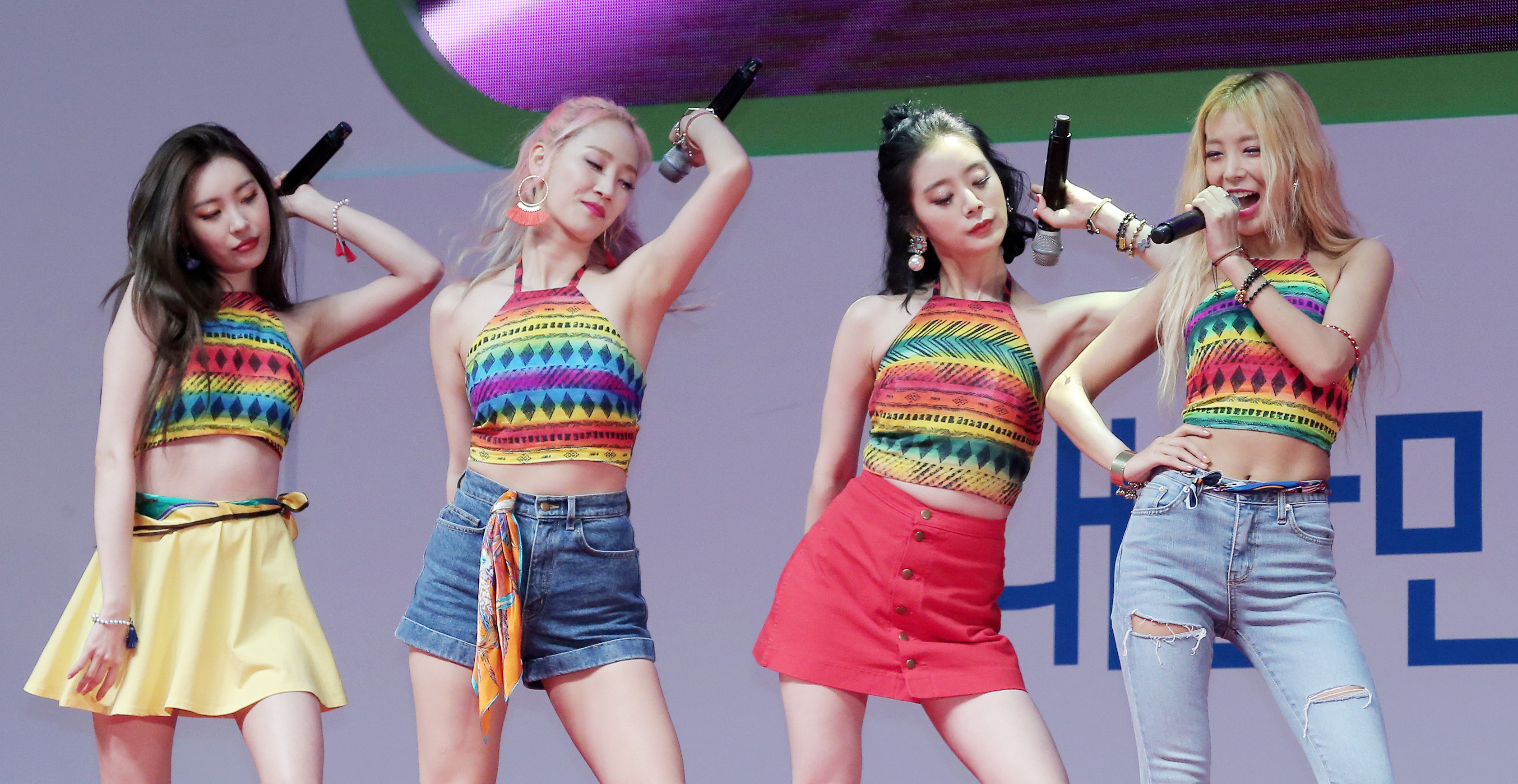
Wonder Girls

### K-pop
Більшість критиків погоджуються, що корейська поп-музика (K-pop) почалася 11 квітня 1992 року, коли тріо Seo Taiji and Boys виконало їхній хіт «Nan Arayo (I Know)» на південнокорейській радіостанції Munhwa Broadcasting Corporation. Так звана перша хвиля K-pop тривала з 1992 по 2008 роки. Її відомі представники — це гурти Seo Taiji and Boys, H.O.T., S.E.S.
Друга хвиля представлена Rain, Wonder Girls, SHINee, Girls Generation, SE7EN ft. Lil' Kim, IU, Super Junior, 2NE1, Psy, BoA, Big Bang. Характеризується виходом на міжнародний рівень, багато пісень виконувалися англійською мовою. Прагнення до світової аудиторії також зумовило критику за засилля англійської мови в піснях.
Третю хвилю складають 2PM, GOT7, EXO, Jennie, April, Blackpink, BTS ft. Halsey. Хвиля почалася в 2015 і характеризується транснаціональністю.
Четверта хвиля почалася в 2019, впізнається за музичними експериментами, її учасники часто отримують освіту за кордоном. Прикладом слугує Ateez.

### Дорами

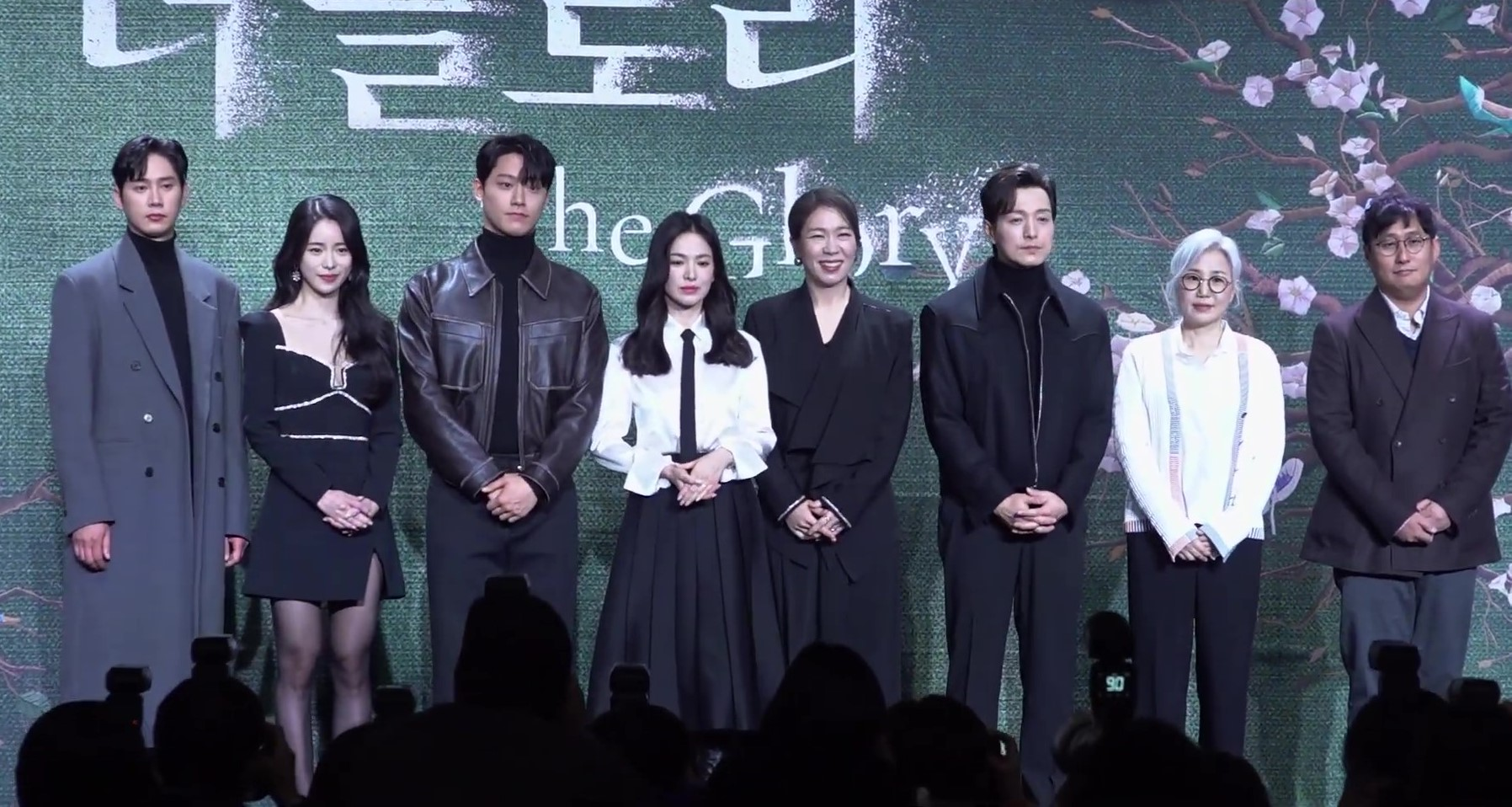
Актори серіалу «Слава» (2022—2023)

Корейські дорами відіграли ключову роль у залученні іноземної аудиторії до південнокорейської культури. Серед найраніших дорам, які асоціюються з корейською хвилею — «Що таке кохання» (1991—1992), «Перше кохання» (1996—1997), та «Зірка в моєму серці» (1997).
Експансія Халлю продовжилася з фільмом «Зимова соната» (2003), який привабив глядачів у Японії, Малайзії та Індонезії. «Коштовність у палаці» (2005) мав сильний резонанс у китайськомовних регіонах і зрештою був експортований до понад 80 країн. У 2016 році платформа Netflix вийшла на ринки Південної Кореї та почавла інвестувати в корейські серіали, починаючи з «Королівства» (2019—2021) та «Любовної тривоги» (2019—2021). У 2021 році південнокорейський серіал «Гра в кальмара» вийшов одночасно у 190 країнах.
Корейські дорами жанрово неоднорідні і можуть містити містить елементи історичної драми, фентезі, міфології, романтики, мелодрами, кримінальної літератури та/або комедії. Часто вони використовують близькі західним глядачам теми системної несправедливості, прав жінок та змову у політиці, але ці теми виникли не в результаті західного впливу, а через ліберальні реформи середини 1990-х у Південній Кореї. Основною перешкодою для експорту корейських драм є культурна специфіка: конфуціанські цінності, ієрархічна сімейна динаміка, гендерні норми та корейські мовленнєві норми шанобливих звертань.
Кілька айдолів K-pop, такі як Ок Тек Йон (учасник 2PM), Чха Ин У (Astro), Лі Хе Рі (Girl's Day), Кім Се Чжон (колишня учасниця I.O.I та Gugudan) та IU, досягли успіху також як актори кіно. Всесвітня популярність корейських дорам сприяла зростанню інтересу до корейської мови, моди та кухні. Туристична галузь Південної Кореї також отримала поштовх: у 2024 році країну відвідало близько 16 млн іноземних туристів.

### Туризм
Корейська туристична організація визнала корейську хвилю значним фактором приваблення туристів і в 2014 році розпочала туристичну кампанію під назвою «Уявіть свою Корею», яка висвітлювала корейські розваги. Багато шанувальників корейських телевізійних драм відвідують місця зйомок, такі як острів Намі, де фільмували «Зимову сонату», та тематичний парк «Де Чанг Гим».
Визнаючи глобальний інтерес до Халлю, уряд Південної Кореї започаткував «Рік відвідування Кореї 2023—2024». Ця ініціатива включає серію заходів та акцій для залучення туристів, включаючи концерти K-pop, культурні фестивалі та значні знижки на подорожі та проживання.